# Corophiida
Die Corophiida sind eine Teilordnung der Senticaudata innerhalb der Flohkrebse (Amphipoda). Sie haben einen länglichen Körper, der hauptsächlich aus dem Thorax besteht. Die Segmente des Abdomens sind reduziert und miteinander verschmolzen. Dadurch unterscheiden sie sich von anderen Teilordnungen der Senticaudata. Vor 2013 waren sie wegen dieser Merkmale sogar als eigene Unterordnung der Flohkrebse angesehen worden, nach einer Revision durch James K. Lowry und Alan A. Myers wurden sie in die Unterordnung Senticaudata eingeordnet, ohne jedoch ihre innere systematische Einteilung zu verändern.

## Nahrungserwerb
Die Corophiida werden in die Gruppierungen Corophiidira und Caprellidira unterteilt. Die Unterscheidung dieser beiden Gruppen basiert hauptsächlich auf dem unterschiedlichen Nahrungserwerb. Demnach sollen die Coroophiida von Vorfahren abstammen, die sich bodenlebend von Detritus ernährten, die Caprellida von Organismen, die suspendiertes organischen Material innerhalb der Wassersäule filterten. Innerhalb der Corophiida gibt es wenig spezialisierte Überfamilien wie die Aoroidea, die jegliche Art von Detritus fressen, und spezialisierte wie die Cheluroidea, die sich nur von Holz ernähren. Bei den Caprellida gibt es Formen, die auf andere Organismen klettern, um ihre Nahrung aus dem Wasserstrom filtern. Zu den Caprellidira zählt auch die Familie der Walläuse (Cyamidae), die als Ektoparasiten auf der Haut von Walen leben.

## Systematik
Die Systematik der Corophiida wurde im Jahr 2002 von Alan A. Myers (National University of Ireland) und James K. Lowry (Australian Museum) überarbeitet und umfasst nun 11 Überfamilien mit 21 Familien. 
Zur namengebenden Familie der Corophiidae gehören der Schlickkrebs (Corophium volutator) und der aus dem pontokaspischen Raum in die Flüsse Europa eingewanderte Süßwasser-Röhrenkrebs (Chelicorophium curvispinum).
Corophiidira
- Überfamilien und Familien:
  - Aoroidea Stebbing, 1899
    - Aoridae Stebbing, 1899
    - Unciolidae Myers & Lowry, 2003

  - Cheluroidea Allman, 1847
    - Cheluridae Allman, 1847

  - Chevalioidea Myers & Lowry, 2003
    - Chevaliidae Myers & Lowry, 2003

  - Corophioidea Leach, 1814
    - Ampithoidae Boeck, 1871
    - Corophiidae Leach, 1814

Caprellidira
- Überfamilien und Familien: 
  - Aetiopedesoidea Myers & Lowry, 2003
    - Aetiopedesidae Myers & Lowry, 2003
    - Paragammaropsidae Myers & Lowry, 2003

  - Caprelloidea Leach, 1814
    - Caprellidae Leach, 1814
    - Caprogammaridae Kudrjaschov & Vassilenko, 1966
    - Cyamidae Rafinesque, 1815
    - Dulichiidae Laubitz, 1983
    - Podoceridae Leach, 1814

  - Isaeoidea Dana, 1853
    - Isaeidae Dana, 1853

  - Microprotopoidea Myers & Lowry, 2003
    - Microprotopidae Myers & Lowry, 2003

  - Neomegamphopoidea Myers, 1981
    - Neomegamphopidae Myers, 1981
    - Priscomilitariidae Hirayama, 1988

  - Photoidea Boeck, 1871
    - Ischyroceridae Stebbing, 1899
    - Kamakidae Myers & Lowry, 2003
    - Photidae Boeck, 1871

  - Rakirooidea Myers & Lowry, 2003
    - Rakiroidae Myers & Lowry, 2003